# 癡 (佛教)
癡（Moha，THL：timuk），又稱愚癡，佛教術語，意指沒有智慧、愚笨、無知、妄想、困惑等意思，與一般的癡傻不同。癡就是無明的意思，為三毒之一。也被視為是一種心所，被列入六大煩惱地法中。

## 概論
癡，即是愚癡，沒有智慧，是一種無明、無智、無顯的狀態。它的反義詞爲無癡（或不癡；a-moha）。
它是無明的外顯行為。唯識學將它列為根本煩惱。